# كاتو كوراكيانا (كيركيرا)
كاتو كوراكيانا (Κάτω Κορακιάνα) هي مدينة في كيركيرا في مقاطعة كينتريكي إلادا في اليونان.